# Maintenance

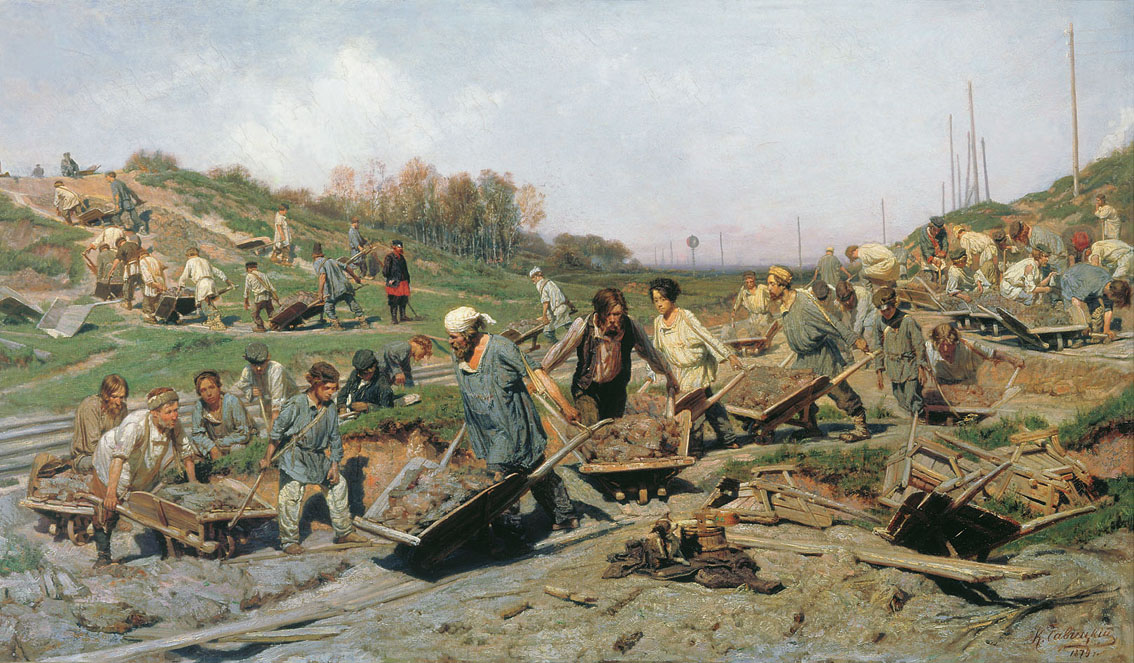
Travaux de réparation sur une ligne de chemin de fer, peinture de Constantin Savitski exécutée en 1874.

La maintenance vise à maintenir ou à rétablir un bien dans un état dans lequel il peut accomplir la fonction requise
La maintenance regroupe ainsi les actions de contrôle, de vérification, de réglage, de nettoyage, de révision, de dépannage et de réparation des biens immobiliers ou matériels (machines, véhicules, bâtiments, objets manufacturés, etc.) ou même immatériels (logiciels); ainsi que l'organisation connexe de ces actions, managériale ou administrative.
Le secteur de la maintenance emploie en France en 2024 plus de 400 000 personnes dans l'industrie, l'immobilier et le tertiaire. Un service de maintenance peut également être amené à participer à des études d'amélioration du processus industriel, et doit, comme d'autres services de l'entreprise, prendre en considération de nombreuses contraintes comme la qualité, la sécurité, l'environnement, le coût, etc.

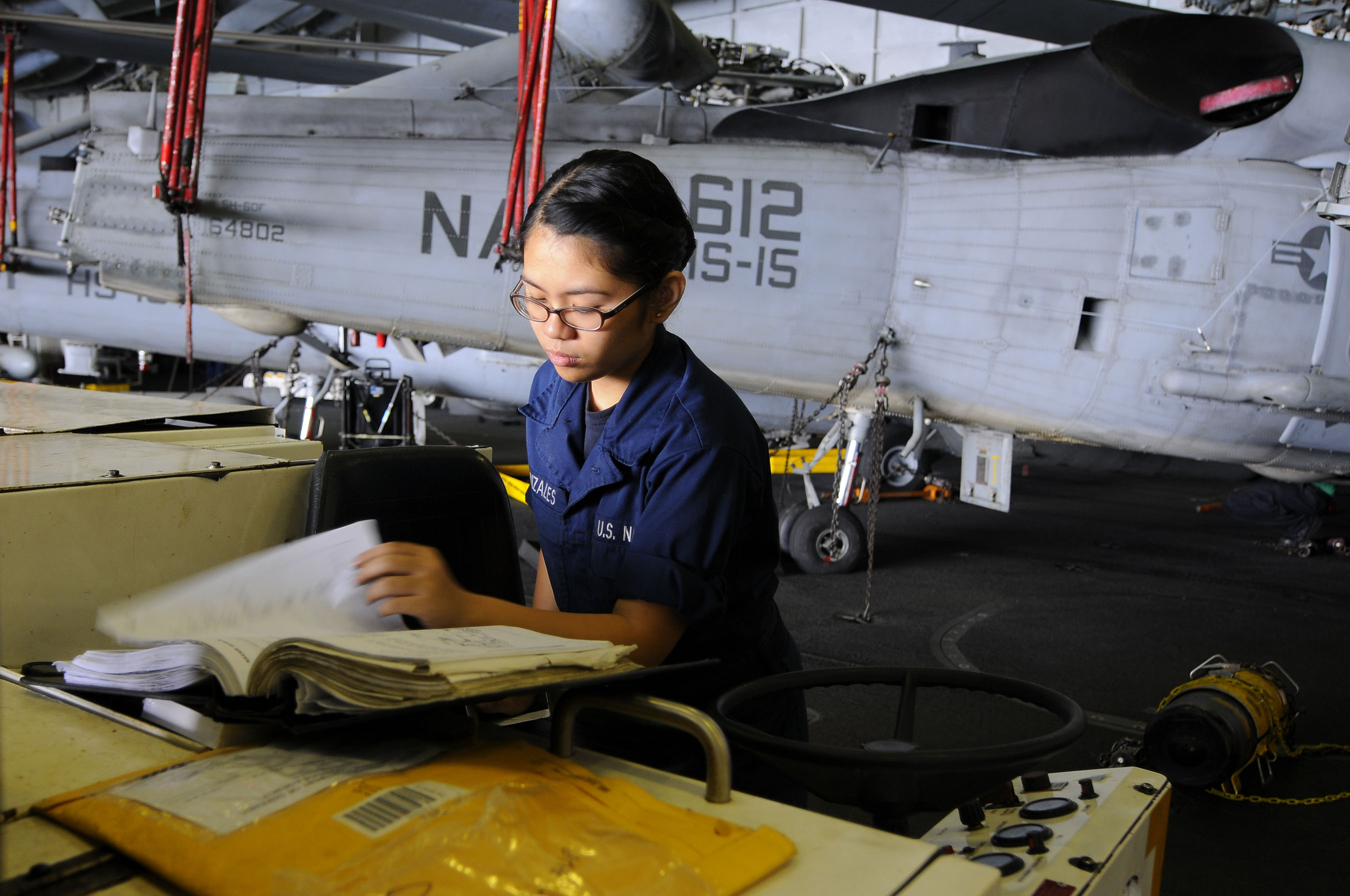
Maintenance d'un générateur électrique mobile par le soldat Tracey Gonzales dans le hangar du porte-avions américain Carl Vinson en 2011.

## Évolution sémantique
En français, au XIVe siècle, le mot « maintenance » signifie « action de conserver une possession » pour évoluer vers « action de maintenir, maintien, soutien, au XVIe siècle ».
Le terme est emprunté outre-Manche vers la même époque, dans le sens de « tenue », « comportement », évoluant, au début du XVe siècle, vers celui de « maintenir ou garder en vie ».
Dans son acception actuelle, le terme de « maintenance » est un anglicisme partiel. Il est donné comme « réemprunt intégré » par le linguiste Jean Tournier dans Les Mots anglais du français : « maintenance (...) (mintt-nanss), n. f. a) 1953. Maintien numérique des effectifs et du matériel d'une troupe au combat ; b) 1962, plus généralement, ensemble des opérations d'entretien du matériel. Du moyen français maintenance « protection ». Réemprunt intégré. Admis au J. O. au sens b) dans différents domaines (18.01.73, 19.02.84, 21.03.86) ».

## Définitions normatives
Une première définition normative de la maintenance est donnée par l'AFNOR en 1985 (norme NFX 60-000), à savoir « l'ensemble des actions permettant de maintenir ou de rétablir un bien dans un état spécifié ou en mesure d’assurer un service déterminé ». Depuis 2001, elle a été remplacée par une nouvelle définition, désormais européenne (NF EN 13306 X 60-319) : « Ensemble de toutes les actions techniques, administratives et de management durant le cycle de vie d'un bien, destinées à le maintenir ou à le rétablir dans un état dans lequel il peut accomplir la fonction requise. »
La Fédération européenne des sociétés nationales de maintenance (en anglais European Federation of National Maintenance Societies ou EFNMS) propose une définition similaire en anglais : « All actions which have the objective of retaining or restoring an item in or to a state in which it can perform its required function. The actions include the combination of all technical and corresponding administrative, managerial, and supervision actions » (littéralement : « Toutes les actions qui ont pour objectif de garder ou de remettre une chose en état de remplir la fonction qu’on exige d’elle. Ces actions regroupent toutes les actions techniques et toutes les actions d’administration, de direction et de supervision correspondantes »).
Le domaine d'application de la norme NFX 60-000 sur la maintenance exclut explicitement la maintenance des biens immatériels tels que les logiciels.

## Typologie de la maintenance du matériel

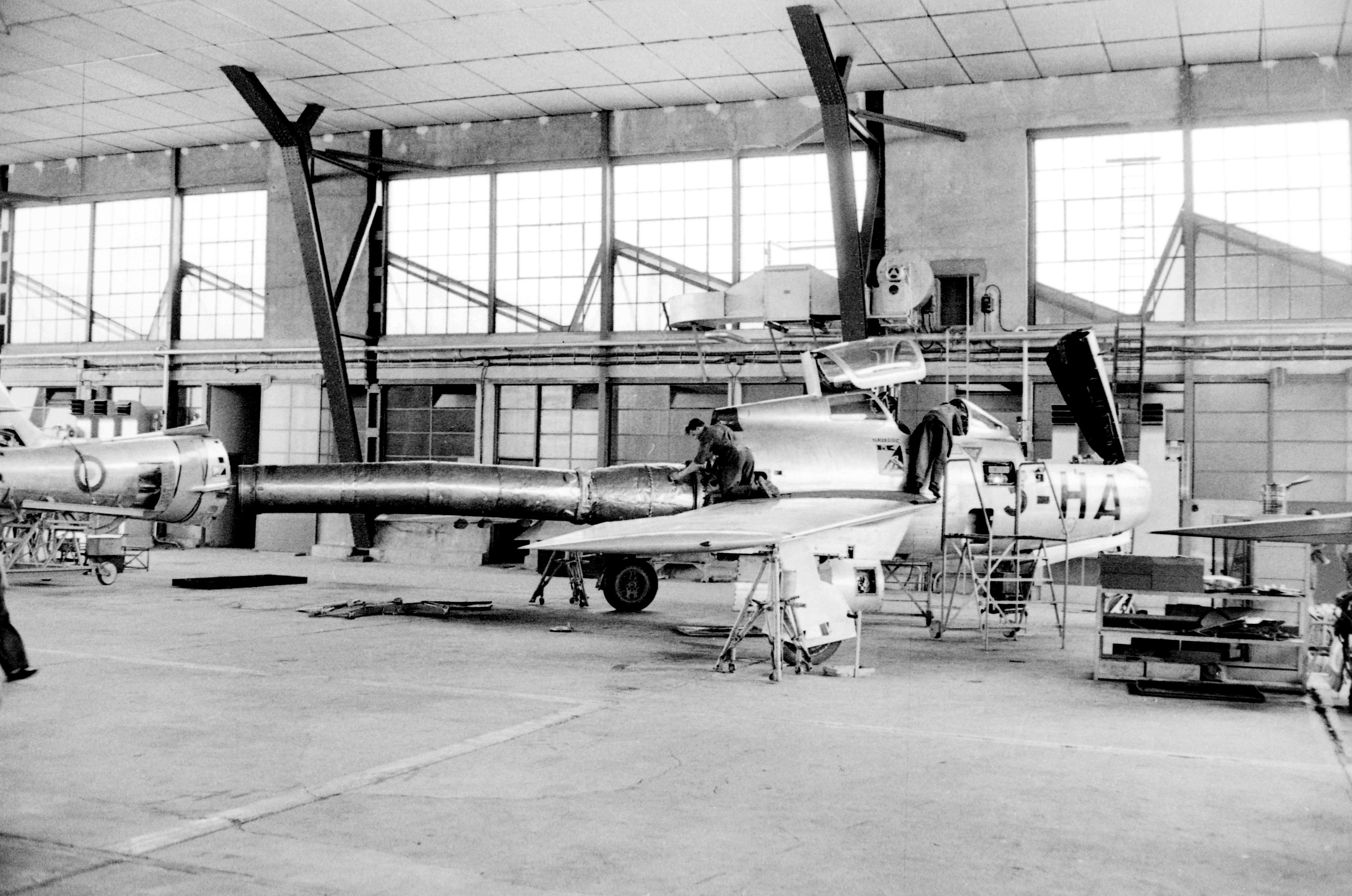
Entretien d'un chasseur Republic F-84F Thunderstreak de l'armée de l'air française entre 1955 et 1965.

Les actions de maintenance sont organisées de deux façons complémentaires : la maintenance préventive et la maintenance corrective.
La maintenance préventive consiste à intervenir sur un équipement avant que celui-ci ne soit défaillant, afin de tenter de prévenir toute panne. On interviendra de manière préventive soit pour des raisons de sûreté de fonctionnement (les conséquences d'une défaillance étant inacceptables), soit pour des raisons économiques (cela revient moins cher) ou parfois pratiques (l'équipement n'est disponible pour la maintenance qu'à certains moments précis). La maintenance préventive se subdivise en :
- maintenance systématique, qui désigne des opérations effectuées systématiquement, soit selon un calendrier (à périodicité temporelle fixe), soit selon une périodicité d'usage (heures de fonctionnement, kilométrage, nombre d'unités produites, nombre de mouvements effectués, etc.) ;
- maintenance conditionnelle, réalisée à la suite de relevés ou de mesures, de contrôles révélateurs de l'état de dégradation de l'équipement (thermographie infrarouge, analyse vibratoire, contrôle non destructif, mesure d'épaisseur, analyse d'huile, etc.) ;
- maintenance prévisionnelle, réalisée à la suite d'une analyse de l'évolution de l'état de dégradation de l'équipement (par exemple contrôle periodique défini par le constructeur ou l’expérience).

La maintenance corrective consiste à intervenir sur un équipement lorsque celui-ci est défaillant ; elle se subdivise en :
- maintenance palliative : dépannage (donc provisoire) de l'équipement, permettant à celui-ci d'assurer tout ou partie d'une fonction requise ; elle doit toutefois être suivie d'une action curative dans les plus brefs délais ;
- maintenance curative : réparation (donc durable) consistant en une remise en l'état initial ou apte à la fonction requise.

Diverses méthodes permettent d'organiser la planification et l'ordonnancement des actions de maintenance : le réseau PERT, le diagramme de Gantt, la méthode MÉRIDE, l'analyse AMDEC.
Il existe des méthodes (par exemple, la méthode Maxer) et des logiciels de gestion de maintenance assistée par ordinateur (GMAO), spécialement conçus pour assister les services de maintenance dans leurs activités.

## Typologie de la maintenance des logiciels
En informatique logicielle, on divise la maintenance en plusieurs types :
- la maintenance corrective : elle consiste à corriger les défauts de fonctionnement ou les non-conformités d'un logiciel ;
- la maintenance adaptative : sans changer la fonctionnalité du logiciel, elle consiste à adapter l'application afin que celle-ci continue de fonctionner sur des versions plus récentes des logiciels de base, voire à faire migrer l'application sur de nouveaux logiciels de base (un logiciel de base étant un logiciel requis pour l'exécution d'une application; exemples : système d'exploitation, système de gestion de base de données).

La maintenance évolutive consiste à faire évoluer l'application en l'enrichissant de fonctions ou de modules supplémentaires, ou en remplaçant une fonction existante par une autre, voire en proposant une approche différente. Mais au sens de l'AFNOR, ce n'est même plus de la maintenance, puisque la maintenance consiste précisément à assurer qu'un bien continue de remplir sa fonction correctement[source insuffisante], non à l'améliorer.

## Niveaux de maintenance
La norme NF X 60-000 (avril 2016) définit, à titre indicatif, cinq « niveaux de maintenance » qui permettent de classer les interventions selon leur complexité et les moyens à mettre en œuvre.
|          | Travaux | Personnel                                   | Exemple |
| -------- | --- | ------------------------------------------- | --- |
| Niveau 1 | Actions simples nécessaires à l'exploitation et réalisées sur des éléments facilement accessibles en toute sécurité sans autre outillage que celui intégré au bien. Aucune maintenance corrective ne relève du niveau 1 | Exploitant du bien ou agent de maintenance  | Test de lampes, graissage, purge de filtres, contrôles d'encrassement.                                                                                          |
| Niveau 2 | Opérations de maintenance courante effectuées par un personnel qualifié avec des procédures détaillées et un outillage individuel léger                                                                                 | Personnel qualifié                          | Remplacement d'interrupteurs, de fusibles, filtre à air, ou pièces d'usure accessibles - réenclenchement de disjoncteur                                         |
| Niveau 3 | Actions qui nécessitent des instructions complexes et/ou des équipements de soutien portatifs, d'utilisation ou de mise en œuvre complexes.                                                                             | Technicien qualifié                         | Maintenance préventive intrusive ou nécessitant des appareils de mesures, maintenance corrective nécessitant une action structurée de diagnostic                |
| Niveau 4 | Actions dont les instructions impliquent la maîtrise d'une technique ou technologie particulière et/ou la mise en œuvre d'équipements de soutien spécialisés.                                                           | Technicien ou équipe spécialisés            | Révisions partielles ou générales ne nécessitant pas le démontage complet de la machine. Analyses vibratoires. Réparations de fissures ou défauts d'étanchéité  |
| Niveau 5 | Actions dont les instructions impliquent un savoir-faire, faisant appel à des techniques ou technologies particulières, des processus et/ou des équipements de soutien industriels.                                     | Constructeur du bien ou société spécialisée | Révisions générales avec démontage complet. Reprises dimensionnelles et géométriques. Réfection d'une chaussée ou d'un réseau. Reprise complète d'un revêtement |

Il convient d'associer, dans la détermination des niveaux, la documentation et le matériel nécessaires, ainsi que les habilitations des intervenants. Le lieu de réalisation de l'opération de maintenance n'est pas un critère de définition de niveau.

## Sigles de la maintenance
De même que le mot et le concept, les nombreux sigles de la maintenance sont d'origine anglo-saxonne. Toute une néologie a vu le jour, dont l'élément le plus spectaculaire est la kyrielle des sigles commençant par « MT » (initiales de « mean time », littéralement « temps moyen » (anglicisme), c'est-à-dire durée moyenne, intervalle de temps moyen, et par voie de conséquence, moyenne des temps). Quelques sigles à titre d'exemples, assortis de leur traduction plus ou moins littérale :
- sigles de 4 lettres :
  - MTBD : mean time between defects, temps moyen entre défauts
  - MTBE : mean time between errors, temps moyen entre erreurs
  - MTBF : mean time between failures, temps moyen entre (deux débuts de) pannes
  - MTBM : mean time between maintenances, durée moyenne entre maintenances
  - MTBO : mean time between overhauls, temps moyen entre révisions
  - MTBR : mean time between removals, temps moyen entre déposes
  - MTTF : mean time to failure, temps moyen de fonctionnement avant panne
  - MTTM : mean time to maintenance, temps moyen jusqu'à la maintenance
  - MTTN : mean time to notification, temps moyen de signalement (du problème)
  - MTTR :
    - 1/ mean time to recovery, temps moyen jusqu’à la remise en route ;
    - 2/ mean time to repair, temps moyen jusqu'à la réparation ;
    - 3/ mean time to restoration, temps moyen jusqu'à la remise en service

  - MTUR : mean time to unscheduled removal, temps moyen (s’écoulant) jusqu’à la dépose non programmée.

- sigles de 5 lettres :
  - MTBCF : mean time between critical failures, temps moyen entre (deux débuts de) pannes graves ou « critiques » (anglicisme) (sur matériel redondé à dégradation progressive)
  - MTBUR :
    - 1/ mean time between unscheduled removals, temps moyen entre déposes non planifiées ;
    - 2/ mean time between unscheduled replacements, temps moyen entre remplacements non planifiés

  - MTTFF: mean time to first failure, temps moyen jusqu'à la première défaillance
  - MTTUR : mean time to unscheduled removal, temps moyen jusqu’à la dépose non programmée.